# Riziculture au Japon

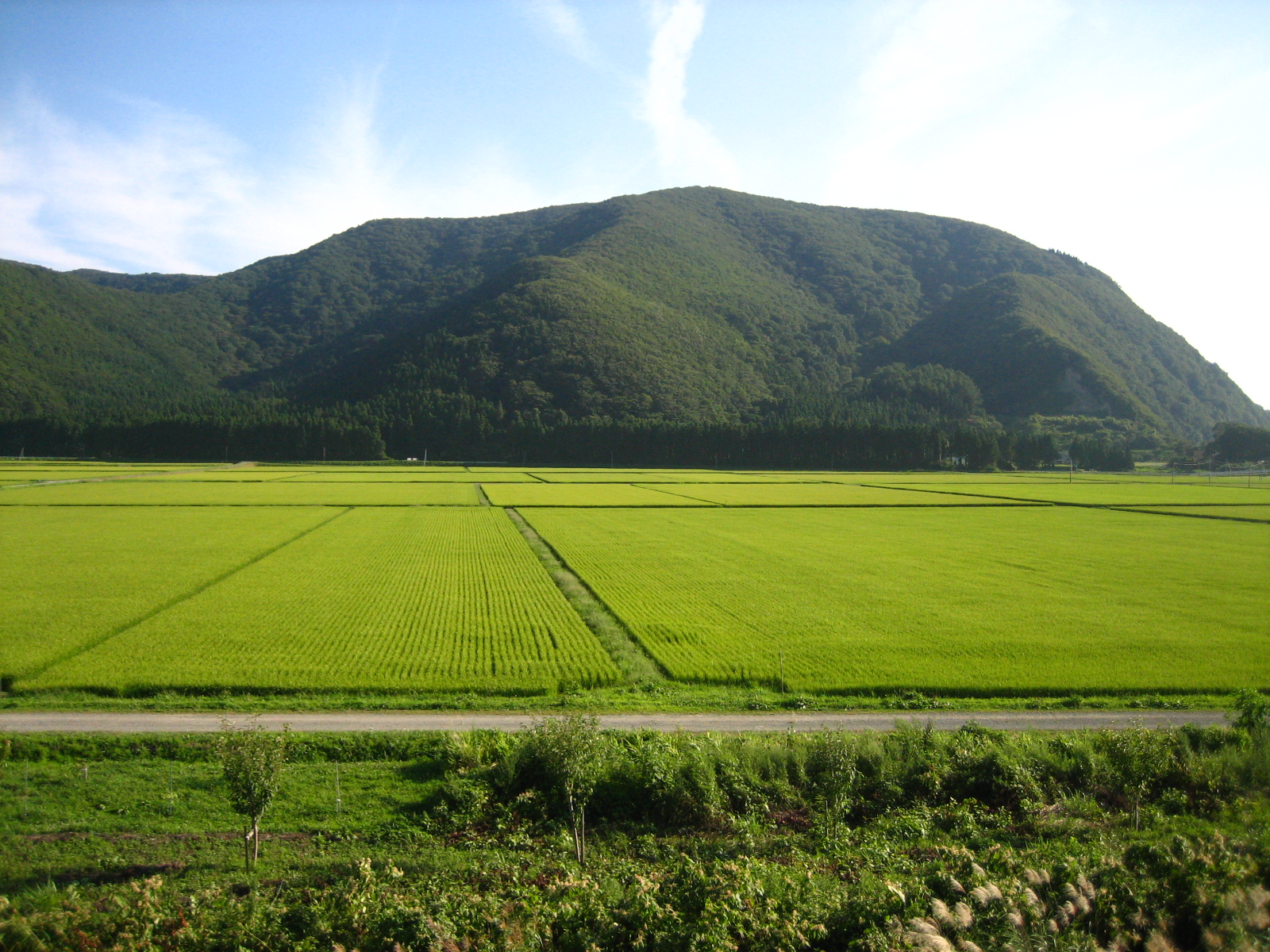
Rizières à Aizu.

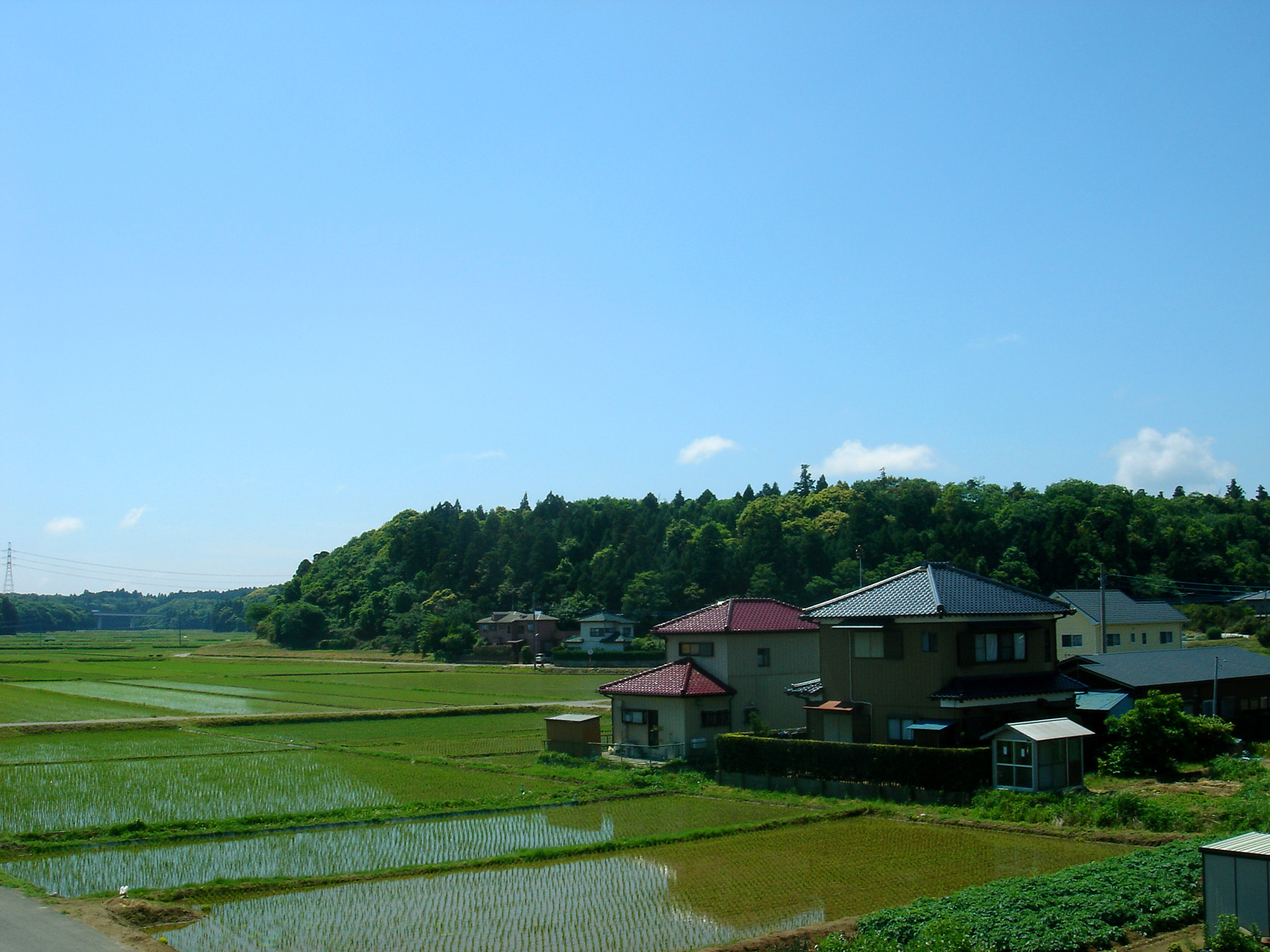
Rizières à Sawara (Chiba).

La riziculture au Japon est importante pour l'approvisionnement alimentaire du pays, le riz étant un élément de base du régime japonais. La plupart des Japonais considèrent cet aliment comme une partie importante de leur alimentation quotidienne.

## Production
Le Japon est le neuvième producteur de riz au monde. La saison de production du riz dure de mai-juin à septembre-octobre dans le nord du Japon, d'avril-mai à août-octobre dans le centre, et d'avril-mai à août-septembre dans le sud. Environ 85 % des 2,3 millions d'exploitations au Japon sèment du riz chaque année. Des variétés améliorées de riz japonais  (Oryza sativa subsp. japonica) sont cultivées dans presque toutes les préfectures du pays. La variété la plus plantée est 'Koshihikari'.
Le champ de riz moyen d'un agriculteur japonais est très petit et la riziculture est fortement mécanisée. En raison de la petite taille des exploitations, la culture du riz est considérée comme une occupation à temps partiel par de nombreux agriculteurs. Le nombre de ménages agricoles japonais et la population agricole ont diminué au cours des dernières décennies. La production de riz a également diminué. Le déclin est survenu parce qu'en 1969, le ministère de l'Agriculture, des Forêts et de la Pêche a demandé aux agriculteurs de réduire la superficie emblavée en riz ; en vertu de la loi de 1942 sur le contrôle des aliments de base, le gouvernement japonais est officiellement responsable de la production, de la distribution et des ventes de riz. La caractéristique la plus frappante de l'agriculture japonaise, cependant, est la pénurie de terres agricoles. La superficie de 4,63 millions d'hectares en culture en 2008 a diminué, tandis que la plupart des agriculteurs japonais ont plus de 65 ans. Alors que la superficie cultivée en riz du Japon diminue, afin de soutenir les prix sur le marché, une grande partie du paysage agricole est épuisée et nue. 